# Van Bod
Vladimir Bodegrajac (rođen u Zagrebu, 22. ožujka 1978.), umjetničkim imenom Van Bod,  hrvatski je skladatelj, pijanist i pop pjevač.

## Životopis
Nakon završene Glazbene škole Vatroslava Lisinskog u Zagrebu studirao je klavir u klasi prof. Marine Ambokadze i muzikologiju pod vodstvom prof. dr. sc. Larise Loginove na Visokoj školi za glazbenu umjetnost „Ino Mirković“, po licenci Državnog Moskovskog Konzervatorija „P. I. Čajkovski“, na kojoj upisuje i završava magisterij klavira pod vodstvom prof. Marine Ambokadze. Postdiplomski studij iz kompozicije završava na Državnom Konzervatoriju „Komitas“, Yerevan, Armenija, pod mentorstvom prof. dr. Armena Smbatyana.
Radio je kao asistent rektora armenskog konzervatorija prof. dr. sc. Armena Smbatyana na odsjeku kompozicije i kao asistent prof. Marine Ambokadze (umjetničke savjetnice Ive Pogorelića) na odsjeku klavira na Visokoj školi za glazbenu umjetnost „Ino Mirković“. 2005. godine odlazi u Amsterdam, Nizozemska, gdje radi kao skladatelj, pjevač i pijanist za NTW Productions. Od 2006. godine i danas radi kao korepetitor na Umjetničkoj školi Franje Lučića, odsjek za ritmiku i ples u Velikoj Gorici. Aktivno se bavi skladanjem i izvođenjem svojih pjesama i kompozicija.

## Postignuća
- Skladatelj UNESCO himne „Sea of Love“ za Children's Foundation, Pariz, Francuska, 1998.;
- Emerging composer nagrada na „Waging Peace Through Singing“ natjecanju, Oregon, USA, 2002.;
- Nastup na izboru pjesme za Eurosong „Dora“, 2004, s vlastitom skladbom „Ne plači“ / „Don't Cry“;
- Rad na orkestracijama sa Stepanom Shakaryanom – direktnim nasljednikom i studentom Arama Khachaturiana;
- Privatni koncerti, TV i radio nastupi uključujući izvedbe klasičnih i modernih skladatelja, izvedbe vlastitih djela, skladanje i izvedbe s komornim i simfonijskim orkestrima.

## Diskografija
Albumi:
1. We (2011.)
2. Destiny (2011.) - aranžirani album u digitalnoj distribuciji

## Vanjske poveznice
- Van Bod - službena Facebook stranica
- Van Bod - ReverbNation  Arhivirana inačica izvorne stranice od 22. lipnja 2011. (Wayback Machine)
- NLO Studio  Arhivirana inačica izvorne stranice od 27. svibnja 2011. (Wayback Machine)
- Umjetnička škola Franje Lučića  Arhivirana inačica izvorne stranice od 6. prosinca 2011. (Wayback Machine)